# 마이클 번
마이클 번(Michael Byrne, 1943년 11월 7일 ~ )은 잉글랜드의 배우이다.

## 출연 작품
- 모데카이 (2015)
- 다이애나 (2013)
- 아웃포스트2: 블랙 선 (2012)
- 더 타이드 (2011)
- 해리 포터와 죽음의 성물 - 1부 (2010)
- 블러드 (2009)
- 마크 오브 케인 (2007)
- 비욘드 더 씨 (2004)
- 갱스 오브 뉴욕 (2002)
- 썸 오브 올 피어스 (2002)
- 아발론의 여인들 (2001)
- 배틀필드 (2000)
- 혼블로워 - 이븐 찬스 (1998)
- 건샤이 (1998)
- 죽음보다 무서운 비밀 (1998)
- 버드가의 섬 (1997)
- 창백한 말 (1997)
- 007 네버 다이 (1997)
- 세인트 (1997)
- 죽음의 항해 (1996)
- 잠입자(영어판) (1995)
- 브레이브하트 (1995)
- 샤프의 적 (1994)
- 샤프의 동료 (1994)
- 샤프의 명예 (1994)
- 노스트라다무스 (1994)
- 히틀러 암살 음모 (1990)
- 인디아나 존스 - 최후의 성전 (1989)
- 도둑과 아내 (1988)
- 좋은 아버지 (1987)
- 리처드 3세의 비극 (1983)
- 리차드 3세 (1983)
- 헨리 6세 - 1부 (1983)
- 헨리 6세 - 2부 (1983)
- 헨리 6세 - 3부 (1983)
- 나바론 요새 2 (1978)
- 메두사 (1978)
- 머나먼 다리 (1977)
- 독수리 착륙하다 (1976)
- 캡틴 클럽 (1975)
- 크라운 코트 (1972)
- 이미지 (1967)

### 텔레비전
- 코로네이션 스트리트 (1960)